# Phymatolithon calcareum
Espèce
Le lithotamne ou Phymatolithon calcareum (Pall.) W.H.Adey & D.L.McKibbin, (anciennement Lithothamnium calcareum) est une espèce d'algues rouges de la famille des Hapalidiaceae et de la sous-famille des Melobesioideae, produisant des concrétions calcaires.
Elle croît principalement dans l'Atlantique Nord et est également présente dans la Mer du Nord, la Manche et la Méditerranée. Au large de la Bretagne, le lithotamne est le principal constituant du maërl.

## Description
Le lithotamne possède un thalle fortement calcifié (45 % et 80 % de carbonates) de couleur rouge violacé, parfois rose vif, formant plusieurs « branches » pouvant mesurer jusqu'à 7 cm. Celui-ci forme des croutes fines sur divers substrats (cailloux, rochers, coquilles…) dans son stade juvénile, puis les « branches » du thalle se détachent pour mener une vie non fixée.
Une fois mort, le lithotamne prend une coloration blanc jaunâtre (due au calcaire) et ressemble à une pierre.

## Composition
Elle est particulièrement riche en calcium (45 à 80 % de carbonate de calcium) et en magnésium (7 à 15 % de carbonate de magnésium) et renferme plus d’une trentaine d’oligo-éléments, de vitamines, de phytohormones et d’acides aminés.

## Utilisations
Les indications de lithotamne dans les compléments alimentaires incluent le renforcement des ongles, le soulagement des symptômes de la ménopause, la récupération musculaire, le renforcement osseux et le confort de l'estomac.
Les allégations nutritionnelles autorisées pour le calcium sont : contribue à une fonction musculaire normale, à une neurotransmission normale, à un fonctionnement normal des enzymes digestives, à un rôle dans les processus de division et de spécialisation cellulaires, et à un maintien d’une ossature et d’une dentition normale.
Il est aussi anti-inflammatoire et pourrait aider les personnes atteintes d'arthroses.
Il était notamment utilisé dans la fabrication de certains laits végétaux afin de leur fournir une teneur importante en calcium.
Il est également employé en agriculture comme amendement naturel pour les sols, pour l’équilibre biologique et l’abaissement de l’acidité des sols.
Cependant, cette ressource trop convoitée est en régression. 

## Liste des formes
Selon AlgaeBase (25 nov. 2012), Catalogue of Life (25 nov. 2012) et World Register of Marine Species (25 nov. 2012) :
- forme Phymatolithon calcareum f. compressum (M'Calla) ;
- forme Phymatolithon calcareum f. crassa Lemoine ;
- forme Phymatolithon calcareum f. squarrulosum Foslie ;
- forme Phymatolithon calcareum f. subvalida Lemoine.